# 共通結合機構

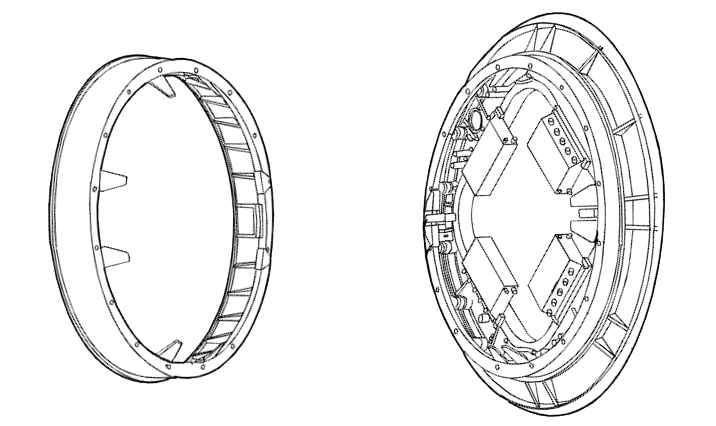
共通結合機構。右側がACBM（タイプ1）、左側がPCBM

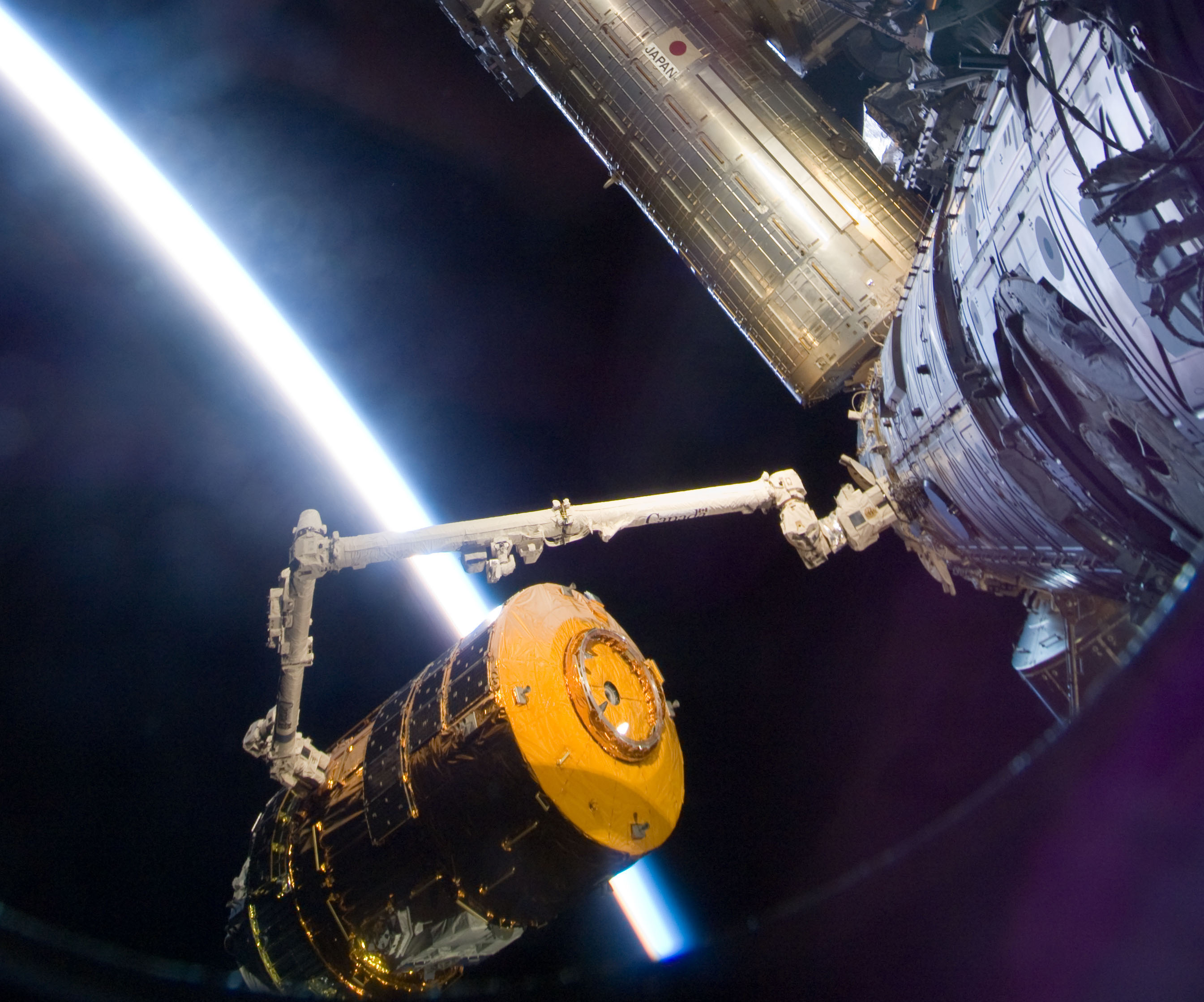
パッシブ共通結合機構が見えるHTV（画面中央やや下）

共通結合機構（きょうつうけつごうきこう、英: Common Berthing Mechanism : CBM）とは、国際宇宙ステーションでロシア側以外の与圧モジュールを接続するのに使われている結合機構である。
共通結合機構は、アクティブ共通結合機構 (ACBM) とパッシブ共通結合機構 (PCBM) の2つで構成されている。CBMは、モータ駆動式の16本のボルトで構造結合され、巨大なOリングで気密を保つ。電力、通信、流体ホースをクルーが接続すると結合は完了する。従来のドッキング機構（以下機構と呼称）と比較すると大きな開口部が特徴であり、大型の実験機器などを通せる。ハッチ開口部は51インチ (130cm) である。
（ユニティ打ち上げ時に接続されていたPMAを除き）共通結合機構が初めて使われたのは、国際宇宙ステーションのユニティとZ1トラスの接続である。ノード1「ユニティ」と、ノード2「ハーモニー」、ノード3「トランクウィリティー」は、CBMを各6基有している。
日本の無人補給機である宇宙ステーション補給機 (HTV) や、スペースX社のドラゴン1補給船、オービタル・サイエンシズ社のシグナス補給船といった宇宙船の結合にも CBM が使われる。ただし、CBMは自動ドッキング機能は有していないため、結合にはカナダアーム2による接近操作が必要になる。